# Средневолжская культура
Средневолжская культура — неолитическая археологическая культура Среднего Поволжья VI—V тысячелетий до н. э.

## Стоянки
Известно более 20 стоянок: Елшанская I и II, Ивановская, Захар-Калма, Виловатовская, Максимовская I и II, Малый Шихан, расположенные в бассейне реки Самары; Ильинка, Лебяжинка I, IV, V, Чекалино IV, Большая Раковка II, Чесноковка II, Красный Яр VII, Солонцовка, находящиеся в бассейне реки Сок; Лебяжье I и II, Мелекесс III на р. Большой Черемшан; Подлесное III, V и VII, Пензенские стоянки в верховьях реки Суры.

## Керамика
Керамика плотная, толщина стенок 0,5—1 см, внешняя поверхность сосудов заглаженная, иногда до лощения. Верхние части сосудов прикрыты. Срезы венчиков округлые или плоские. Днища плоские, иногда слабо вогнутые, острых и округлых не обнаружено. Зачастую по срезам венчиков расположены насечки. Подавляющая часть сосудов под срезом венчика имеет горизонтальный ряд ямочных вдавлений, образующих по внутренней поверхности выпуклины — «жемчужины». Кроме них, как правило, присутствует гребенчато-накольчатый орнамент в виде горизонтальных и/или вертикальных рядов наколов треугольной или овальной формы. Некоторые сосуды имеют более сложный орнамент в виде наклонных рядов прочерченных линий или «косой решетки», зубчатого штампа в горизонтальных рядах, вертикальном зигзаге или «шагающей» гребёнке. Имеются сосуды, украшенные «ногтевидными» насечками. На трёх сосудах техника накола сочетается с зубчатой, а на одном — ещё и с прочерками. Неорнаментированные сосуды имеют на внутренней стороне загладку зубчатым штампом, а иногда и оттиски этого инструмента.
Средневолжская керамика имеет некоторое сходство с сосудами соседней камской культуры, граничащей с севера. Керамика последней представлена крупными толстостенными сосудами яйцевидной формы, закрытым верхом и наплывами на внутренней стороне сосудов, округлыми и острыми днищами, сплошной орнаментацией поверхности, употреблением преимущественно длинного гребенчатого штампа, разнообразием орнаментальных композиций. При определённом сходстве с камской, гребенчатая керамика Самарского Поволжья имеет ряд отличий: сосуды средних пропорций, фрагменты относительно тонкостенны, верхние части сосудов прямые или слабопрофилированные, днища плоские, орнаментация относительно разреженная, употребляется короткий зубчатый штамп, представлен горизонтальный пояс ямочных вдавлений под венчиком, композиции достаточно просты.
В средневолжской керамике прослеживается также определённое влияние южных степных культур. Сходны не только мотивы орнамента, но и достаточно сложные композиции. Южная керамика характеризуется прямостенными, закрытыми и профилированными сосудами с примесью песка и толчёной ракушки в глиняном тесте. Срезы венчиков плоские и округлые. Днища округлые и плоские. Орнамент наносился преимущественно на верхнюю часть сосудов. Под срезом венчика зачастую проходит горизонтальный ряд ямочных вдавлений. Узоры наносились наколами треугольной и овальной формы в отступающей манере, прочерченными линиями. Композиции представлены как простыми (горизонтальные, вертикальные, волнистые ряды и их сочетание), так и усложнёнными (треугольники, меандры, ромбы) построениями.
К юго-западу от средневолжской культуры расположена среднедонская культура, также имеющая с ней определённое сходство. В керамическом инвентаре объединяющими признаками являются: прямостенность сосудов, сходные примеси, горизонтальный пояс ямочных вдавлений под венчиком, орнаментация треугольным наколом в отступающей манере, использование короткого зубчатого штампа, серия орнаментальных композиций, в том числе, довольно сложных. Границей между среднедонской и средневолжской культурами считают территорию верховьев реки Суры. Далее на запад гребенчато-накольчатые комплексы средневолжского типа имеют некоторые аналогии с керамикой днепро-донецкой историко-культурной области.

## Происхождение и генетические связи
Средневолжская культура сформировалась после глобального похолодания на рубеже VII и VI тысячелетий до н. э. на бывшей территории елшанской культуры в результате миграции на север населения из нижнего Поволжья. Родственна ряду других восточноевропейских культур: прикаспийской, среднедонской и днепро-донецкой. Сменяется самарской культурой раннего энеолита.